# Équipe d'Espagne de football à la Coupe du monde 1998
Cet article relate le parcours de l'Espagne lors de la Coupe du monde de football 1998 organisée en France du 10 juin au 12 juillet 1998.
La Roja s'est qualifiée pour cette coupe du monde en terminant première et invaincue du groupe 6 de la zone Europe.
Lors du premier tour de l'épreuve, la sélection espagnole est placée dans le « groupe de la mort ». La Roja perd son premier match contre le Nigeria avant de faire match nul contre le Paraguay. Malgré une victoire 6-1 lors du dernier match de poules contre la Bulgarie, l'Espagne ne termine que troisième de son groupe et est donc éliminée de la compétition. Le Nigeria termine premier devant le Paraguay.
L'Espagne, en étant éliminée dès le premier tour, est pour la quatrième fois de son histoire éliminée à ce stade de la compétition. Elle rejoint en cela les équipes de 1962, 1966 et 1978.

## Effectif
La liste des 22 joueurs retenus est annoncée en mai par le sélectionneur Javier Clemente,. L'absent principal est Josep Guardiola, victime d'une blessure. Parmi les 22 sélectionnés, le seul joueur n'ayant pas encore évolué en sélection est Albert Celades,. Il débute cependant en équipe nationale lors du match amical disputé contre l'Irlande du Nord peu avant l'entrée de son pays dans la compétition.
| Numéro / Nom       | Numéro / Nom          | Équipe             | Sél. (but)      | Date de naissance | J.              |                 |                 |                 |                 |
| Gardiens de but    | Gardiens de but       | Gardiens de but    | Gardiens de but | Gardiens de but   | Gardiens de but | Gardiens de but | Gardiens de but | Gardiens de but | Gardiens de but |
| ------------------ | --------------------- | ------------------ | --------------- | ----------------- | --------------- | --------------- | --------------- | --------------- | --------------- |
| 1                  | Andoni Zubizarreta    | Valence CF         | 123 (0)         | 23 octobre 1961   | 3               | 0               | 0               | 0               | 0               |
| 13                 | Santiago Cañizares    | Real Madrid CF     | 10 (0)          | 18 décembre 1969  | 0               | 0               | 0               | 0               | 0               |
| 22                 | José Francisco Molina | Atlético de Madrid | 1 (0)           | 8 août 1970       | 0               | 0               | 0               | 0               | 0               |
| Défenseurs         |                       |                    |                 |                   |                 |                 |                 |                 |                 |
| 2                  | Albert Ferrer         | FC Barcelone       | 34 (0)          | 6 juin 1970       | 1               | 0               | 0               | 0               | 0               |
| 3                  | Agustín Aranzábal     | Real Sociedad      | 6 (0)           | 15 mars 1973      | 0               | 0               | 0               | 0               | 0               |
| 4                  | Rafael Alkorta        | Athletic Bilbao    | 48 (0)          | 16 septembre 1968 | 3               | 0               | 0               | 0               | 0               |
| 5                  | Abelardo              | FC Barcelone       | 40 (2)          | 19 mars 1970      | 1               | 0               | 0               | 0               | 0               |
| 6                  | Fernando Hierro       | Real Madrid CF     | 55 (15)         | 23 mars 1968      | 3               | 2               | 0               | 0               | 0               |
| 12                 | Sergi                 | FC Barcelone       | 33 (1)          | 28 décembre 1971  | 3               | 0               | 1               | 0               | 0               |
| 14                 | Iván Campo            | RCD Majorque       | 2 (0)           | 21 février 1974   | 1               | 0               | 1               | 0               | 0               |
| 15                 | Carlos Aguilera       | Atlético de Madrid | 4 (0)           | 22 mai 1969       | 2               | 0               | 1               | 0               | 0               |
| 20                 | Miguel Ángel Nadal    | FC Barcelone       | 43 (2)          | 28 juillet 1966   | 2               | 0               | 1               | 0               | 0               |
| Milieux de terrain |                       |                    |                 |                   |                 |                 |                 |                 |                 |
| 8                  | Julen Guerrero        | Athletic Bilbao    | 31 (10)         | 7 janvier 1974    | 1               | 0               | 1               | 0               | 0               |
| 16                 | Albert Celades        | FC Barcelone       | 1 (0)           | 29 septembre 1975 | 2               | 0               | 0               | 0               | 0               |
| 17                 | Joseba Etxeberría     | Athletic Bilbao    | 4 (2)           | 5 septembre 1977  | 3               | 0               | 0               | 0               | 0               |
| 18                 | Guillermo Amor        | FC Barcelone       | 33 (4)          | 4 décembre 1967   | 3               | 0               | 1               | 0               | 0               |
| 21                 | Luis Enrique          | FC Barcelone       | 35 (7)          | 8 mai 1970        | 3               | 1               | 0               | 0               | 0               |
| Attaquants         |                       |                    |                 |                   |                 |                 |                 |                 |                 |
| 7                  | Fernando Morientes    | Real Madrid CF     | 2 (4)           | 5 avril 1976      | 2               | 2               | 0               | 0               | 0               |
| 9                  | Juan Antonio Pizzi    | FC Barcelone       | 21 (8)          | 7 juin 1968       | 1               | 0               | 0               | 0               | 0               |
| 10                 | Raúl                  | Real Madrid CF     | 13 (2)          | 27 juin 1977      | 3               | 1               | 0               | 0               | 0               |
| 11                 | Alfonso               | Betis Séville      | 26 (8)          | 26 septembre 1972 | 2               | 0               | 0               | 0               | 0               |
| 19                 | Kiko                  | Atlético de Madrid | 20 (3)          | 26 avril 1972     | 3               | 2               | 1               | 0               | 0               |
| Sélectionneur      |                       |                    |                 |                   |                 |                 |                 |                 |                 |
|                    | Javier Clemente       |                    |                 | 12 mars 1950      |                 |                 |                 |                 |                 |

 = capitaine --  Gardien de butDéfenseurMilieu de terrainAttaquantSélectionneur

Avec huit joueurs sélectionnés, le FC Barcelone est le club le plus représenté au sein de la sélection. Il est suivi par le Real Madrid CF avec quatre joueurs. L'Athletic Bilbao et l'Atlético de Madrid sont chacun représentés par trois de leurs joueurs. Enfin, le Betis Séville, le RCD Majorque, le Valence CF et la Real Sociedad ont un de leurs footballeurs incorporé dans l'équipe nationale.

## Qualifications: Groupe 6 de la Zone Europe
Les qualifications pour la coupe du monde de 1998 débutent pour l'Espagne en septembre 1996. Pour son premier match, l'Espagne s'impose aux Îles Féroé. La sélection enchaîne par un nul en République tchèque avant de terminer l'année par deux victoires à domicile contre la Slovaquie puis la Yougoslavie et une victoire à Malte qui lui permet de prendre la tête du groupe. En 1997, la Roja confirme. Le premier match est gagné 4-0 contre Malte. La sélection fait ensuite match nul en Yougoslavie avant de définitivement conforter sa première place en remportant ses trois derniers matchs contre la République tchèque, en Slovaquie et enfin contre les Îles Féroé.
| Rang | Équipe         | Pts | J  | G | N | P  | Bp | Bc | Diff |  | Résultats (▼ dom., ► ext.) |     |     |     |     |     |     |
| ---- | -------------- | --- | -- | - | - | -- | -- | -- | ---- |  | -------------------------- | --- | --- | --- | --- | --- | --- |
| 1    | Espagne        | 26  | 10 | 8 | 2 | 0  | 26 | 6  | +20  |  | Espagne                    |     | 2-0 | 1-0 | 4-1 | 3-1 | 4-0 |
| 2    | RF Yougoslavie | 23  | 10 | 7 | 2 | 1  | 29 | 7  | +22  |  | RF Yougoslavie             | 1-1 |     | 1-0 | 2-0 | 3-1 | 6-0 |
| 3    | Tchéquie       | 16  | 10 | 5 | 1 | 4  | 16 | 6  | +10  |  | Tchéquie                   | 0-0 | 1-2 |     | 3-0 | 2-0 | 6-0 |
| 4    | Slovaquie      | 16  | 10 | 5 | 1 | 4  | 18 | 14 | +4   |  | Slovaquie                  | 1-2 | 1-1 | 2-1 |     | 3-0 | 6-0 |
| 5    | Îles Féroé     | 6   | 10 | 2 | 0 | 8  | 10 | 31 | -21  |  | Îles Féroé                 | 2-6 | 1-8 | 0-2 | 1-2 |     | 2-1 |
| 6    | Malte          | 0   | 10 | 0 | 0 | 10 | 2  | 37 | -35  |  | Malte                      | 0-3 | 0-5 | 0-1 | 0-2 | 1-2 |     |

## Préparation
| Match amical                                 | Espagne        | 1 - 1   | Roumanie            | Stade Lluís Sitjar Palma de Majorque, Espagne     |                                                   |
| 19 novembre 1997 · Historique des rencontres | Etxeberría 49e | (0 - 0) | Gabriel Popescu 82e | Spectateurs : 30 000 Arbitrage : Fiorenzo Treossi | Spectateurs : 30 000 Arbitrage : Fiorenzo Treossi |
| 19 novembre 1997 · Historique des rencontres | Rapport        |         |                     | Spectateurs : 30 000 Arbitrage : Fiorenzo Treossi | Spectateurs : 30 000 Arbitrage : Fiorenzo Treossi |

| Match amical (inauguration du Stade de France) | France     | 1 - 0   | Espagne | Stade de France Saint-Denis, France |                       |
| 28 janvier 1998 · Historique des rencontres    | Zidane 20e | (1 - 0) |         | Arbitrage : Urs Meier               | Arbitrage : Urs Meier |
| 28 janvier 1998 · Historique des rencontres    | Rapport    |         |         | Arbitrage : Urs Meier               | Arbitrage : Urs Meier |

| Match amical                             | Espagne                                      | 4 - 0   | Suède | Stade Balaídos Vigo, Espagne |                            |
| 25 mars 1998 · Historique des rencontres | Morientes 2e, 6e · Raúl 30e · Etxeberría 70e | (3 - 0) |       | Arbitrage : Georg Dardenne   | Arbitrage : Georg Dardenne |
| 25 mars 1998 · Historique des rencontres | Rapport                                      |         |       | Arbitrage : Georg Dardenne   | Arbitrage : Georg Dardenne |

| Match amical                            | Espagne                             | 4 - 1   | Irlande du Nord | Stade El Sardinero Santander, Espagne             |                                                   |
| 3 juin 1998 · Historique des rencontres | Pizzi 29e, 37e · Morientes 46e, 68e | (2 - 1) | Taggart 43e     | Spectateurs : 18 120 Arbitrage : Gilles Veissière | Spectateurs : 18 120 Arbitrage : Gilles Veissière |
| 3 juin 1998 · Historique des rencontres | Rapport                             |         |                 | Spectateurs : 18 120 Arbitrage : Gilles Veissière | Spectateurs : 18 120 Arbitrage : Gilles Veissière |

## Compétition

### Premier tour
|   | Équipe   | Pts | J | G | N | P | Bp | Bc | Diff |
| 1 | Nigeria  | 6   | 3 | 2 | 0 | 1 | 5  | 5  | 0    |
| 2 | Paraguay | 5   | 3 | 1 | 2 | 0 | 3  | 1  | +2   |
| 3 | Espagne  | 4   | 3 | 1 | 1 | 1 | 8  | 4  | +4   |
| 4 | Bulgarie | 1   | 3 | 0 | 1 | 2 | 1  | 7  | -6   |

| 5  | 12 juin 1998 | Paraguay | 0 - 0 | Bulgarie |
| 8  | 13 juin 1998 | Espagne  | 2 - 3 | Nigeria  |
| 23 | 19 juin 1998 | Nigeria  | 1 - 0 | Bulgarie |
| 24 | 19 juin 1998 | Espagne  | 0 - 0 | Paraguay |
| 39 | 24 juin 1998 | Espagne  | 6 - 1 | Bulgarie |
| 40 | 24 juin 1998 | Nigeria  | 1 - 3 | Paraguay |

| 13 juin 1998                            | Espagne               | 2 - 3   | Nigeria                              | Stade de la Beaujoire, Nantes                   |                                                 |
| 14:30 UTC+2 · Historique des rencontres | Hierro 21e · Raúl 47e | (1 – 1) | Adepoju 25e · Lawal 73e · Oliseh 78e | Spectateurs : 35 500 Arbitrage : Esse Baharmast | Spectateurs : 35 500 Arbitrage : Esse Baharmast |
| 14:30 UTC+2 · Historique des rencontres | (Rapport)             |         |                                      | Spectateurs : 35 500 Arbitrage : Esse Baharmast | Spectateurs : 35 500 Arbitrage : Esse Baharmast |

| 19 juin 1998                            | Espagne   | 0 - 0   | Paraguay | Stade Geoffroy-Guichard, Saint-Étienne      |                                             |
| 21:00 UTC+2 · Historique des rencontres |           | (0 – 0) |          | Spectateurs : 30 600 Arbitrage : Ian McLeod | Spectateurs : 30 600 Arbitrage : Ian McLeod |
| 21:00 UTC+2 · Historique des rencontres | (Rapport) |         |          | Spectateurs : 30 600 Arbitrage : Ian McLeod | Spectateurs : 30 600 Arbitrage : Ian McLeod |

| 24 juin 1998                            | Espagne                                                                 | 6 – 1   | Bulgarie       | Stade Félix-Bollaert, Lens                          |                                                     |
| 21:00 UTC+2 · Historique des rencontres | Hierro 6e (pen) · Luis Enrique 19e · Morientes 55e, 81e · Kiko 88e, 90e | (2 – 0) | Kostadinov 58e | Spectateurs : 38 100 Arbitrage : Mario van der Ende | Spectateurs : 38 100 Arbitrage : Mario van der Ende |
| 21:00 UTC+2 · Historique des rencontres | (Rapport)                                                               |         |                | Spectateurs : 38 100 Arbitrage : Mario van der Ende | Spectateurs : 38 100 Arbitrage : Mario van der Ende |

### Buteurs
| Pos | Joueur             | Pays    | Buts |
| --- | ------------------ | ------- | ---- |
| 1   | Fernando Hierro    | Espagne | 2    |
| 1   | Kiko               | Espagne | 2    |
| 1   | Fernando Morientes | Espagne | 2    |
| 4   | Luis Enrique       | Espagne | 1    |
| 4   | Raúl               | Espagne | 1    |

## Après la coupe du monde
Le match contre le Paraguay est le dernier en sélection pour Juan Antonio Pizzi, celui contre la Bulgarie est le dernier pour Andoni Zubizarreta. À la suite de la coupe du monde, le sélectionneur Javier Clemente est remplacé par José Antonio Camacho.